# جربية بستانية
الجَرَبية البُستانية هو نبات زينة من جنس الجربية في فصيلة الخمانية. مهدها جنوب أوربة.